# Hubert Dupont (Radsportler)
Hubert Dupont (* 13. November 1980 in Lyon, Frankreich) ist ein ehemaliger französischer Radrennfahrer.

## Werdegang
Dupont studierte Wirtschaftswissenschaften und begann mit dem Radsport beim Club AC Lyon Vaise.
Mit einer Etappe des Giro Ciclistico d’Italia gewann Dupont seinen ersten internationalen Wettbewerb. In der Gesamtwertung kam er auf den 15. Rang. Anschließend fuhr er als Stagiaire beim Radsportteam R.A.G.T. Semences, für das er für die Saison 2005 einen regulären Vertrag erhielt. 2006 wechselte er zu ag2r Prévoyance.
Seinen größten Karriereerfolg feierte Dupont bei der Baskenland-Rundfahrt 2006, als er die Bergwertung gewinnen konnte. Anschließend bestritt mit dem Giro d’Italia 2006 seine erste von insgesamt 23 Grand Tours, die er auf Platz 32 beendete. Sein Tour-de-France-Debüt gab Dupont 2008. 2009 wurde er Fünfter bei den französischen Meisterschaften im Straßenrennen. 2012 wurde er Zweiter in der Gesamtwertung der Route du Sud. Beim Giro d’Italia 2016 verpasste er mit Platz elf knapp seine erste Top-10-Platzierung bei den dreiwöchigen Landesrundfahrten.
Nach Ablauf der Saison 2019 beendete Dupont seine Karriere als Aktiver.

## Palmarès
2004
- eine Etappe Giro Ciclistico d’Italia

2006
- Bergwertung Baskenland-Rundfahrt

## Grand Tours-Platzierungen
| Grand Tour            | 2006 | 2007 | 2008 | 2009 | 2010 | 2011 | 2012 | 2013 | 2014 | 2015 | 2016 | 2017 | 2018 | 2019 |
| --------------------- | ---- | ---- | ---- | ---- | ---- | ---- | ---- | ---- | ---- | ---- | ---- | ---- | ---- | ---- |
| Giro d’ItaliaGiro     | 32   | 25   | –    | –    | 20   | 12   | 16   | 32   | 16   | 42   | 11   | 19   | 20   | 47   |
| Tour de FranceTour    | –    | –    | 55   | 33   | –    | 22   | DNF  | 34   | –    | –    | –    | –    | –    | –    |
| Vuelta a EspañaVuelta | 40   | 17   | 32   | –    | 55   | –    | –    | –    | 54   | –    | –    | –    | 26   | –    |